# Bilohirea, Orihiv
Bilohirea (în ucraineană Білогір`я) este localitatea de reședință a comunei Bilohirea din raionul Orihiv, regiunea Zaporijjea, Ucraina.

## Demografie
Componența lingvistică a localității Bilohirea
     Ucraineană (93,97%)
     Rusă (5,08%)
     Alte limbi (0,95%)
Conform recensământului din 2001, majoritatea populației localității Bilohirea era vorbitoare de ucraineană (93,97%), existând în minoritate și vorbitori de rusă (5,08%).